# Amtsgericht Ehingen (Donau)

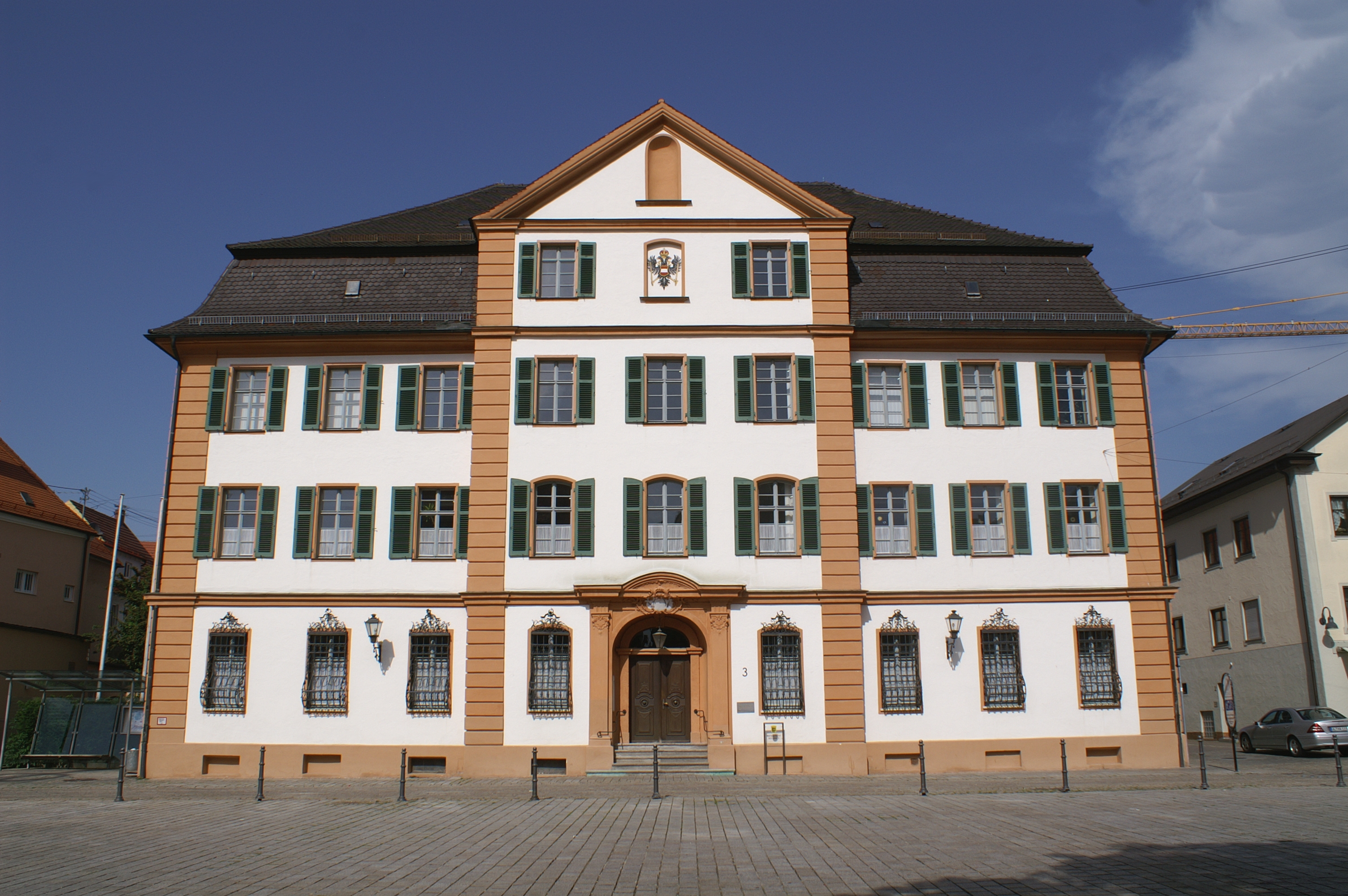
Gerichtsgebäude

Das Amtsgericht Ehingen ist ein Gericht der ordentlichen Gerichtsbarkeit und eines von vier Amtsgerichten (AG) im Bezirk des Landgerichts Ulm.
Untergebracht ist das Amtsgericht im Ständehaus in Ehingen.

## Gerichtssitz und -bezirk
Sitz des Gerichts ist Ehingen (Donau) im Alb-Donau-Kreis. Der Gerichtsbezirk erstreckt sich auf die Städte und Gemeinden Allmendingen, Altheim, Ehingen (Donau), Emeringen, Emerkingen, Griesingen, Grundsheim, Hausen am Bussen, Lauterach, Munderkingen, Oberdischingen, Obermarchtal, Oberstadion, Öpfingen, Rechtenstein, Rottenacker, Schelklingen, Untermarchtal, Unterstadion und Unterwachingen. In ihm leben circa 58.000 Menschen. Zuständig ist das Amtsgericht Ehingen wie jedes Amtsgericht erstinstanzlich für Zivil- und Strafsachen, außerdem für alle Vollstreckungssachen bei Wohnsitz des Schuldners im Gerichtsbezirk.
Familien- und Insolvenzverfahren sowie die Immobiliarvollstreckung aus dem Gerichtsbezirk werden vom Amtsgericht Ulm wahrgenommen; ebenso wird das Vereins- und das Handelsregister beim Amtsgericht Ulm geführt. Mahnverfahren finden zentral am Amtsgericht Stuttgart statt.

## Instanzenzug
Dem Amtsgericht Ehingen unmittelbar übergeordnet ist das Landgericht Ulm. Zuständiges Oberlandesgericht ist das Oberlandesgericht Stuttgart.